# عيال قرية
عْيَالْ قْرَيَّة (تُنطق القاف گافًا) هو مسلسل كويتي أُنتج عام 1994، من تأليف مبارك الحشاش، وإخراج حسين الصالح.

## قصة العمل
تدور قصة المسلسل عن أحوال الكويت بفترة السبعينات وصولا بأحداث الغزو العراقي للكويت. عرض المسلسل بتلك الفترة ومنع بعدها احتراما لذوي الشهداء.

## طاقم التمثيل
- غانم الصالح
- انتصار الشراح
- علي المفيدي
- لطيفة المقرن
- محمد العجيمي
- جمال الردهان
- عبد الإمام عبد الله
- منى شداد
- أحلام حسن
- حمد ناصر
- سعود الشويعي
- عبدالله السلمان
- نجاة حسن